# Weinbach
Weinbach è un comune tedesco di 4 233 abitanti situato nel land dell'Assia.

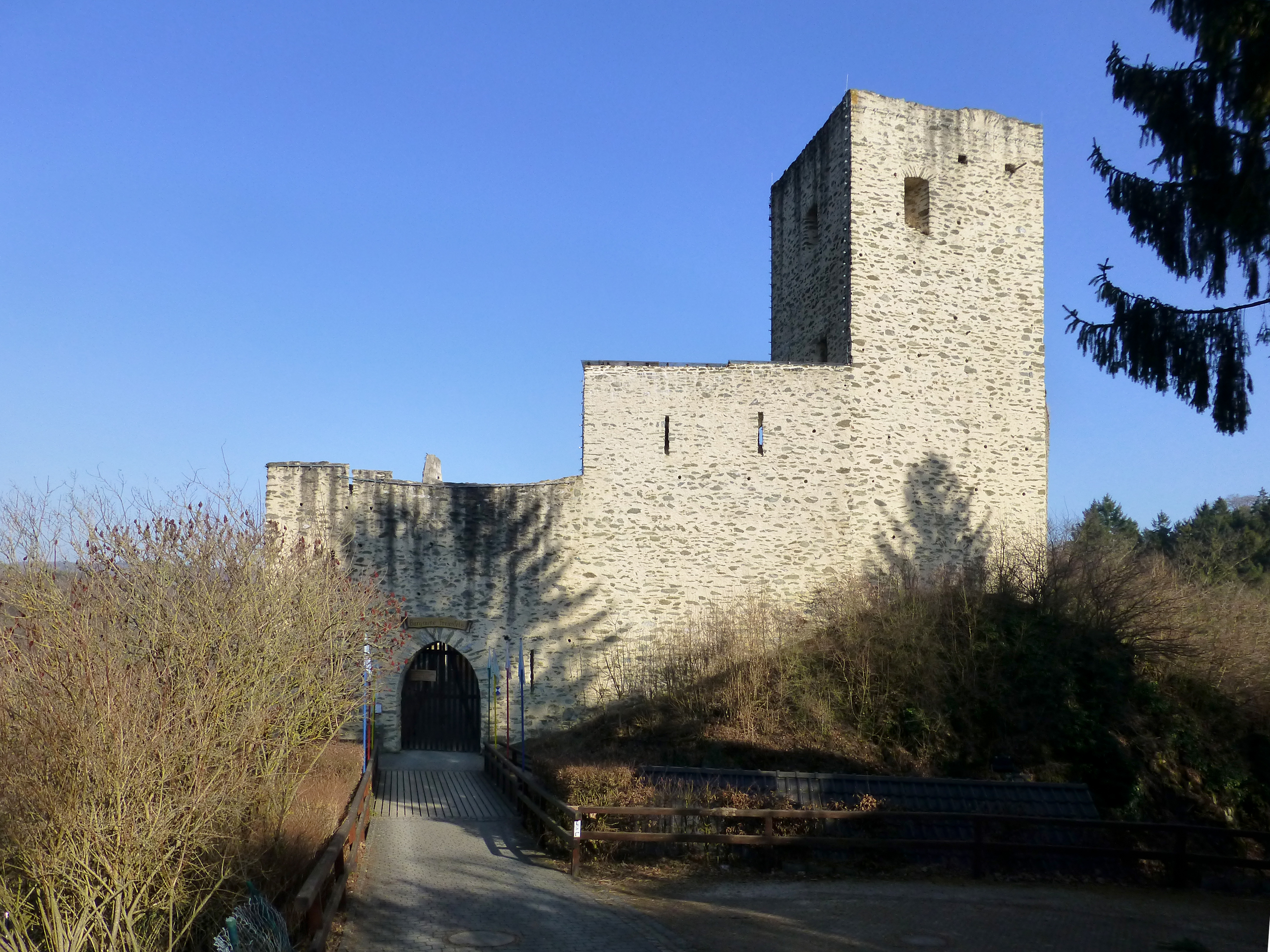
Castello di Freienfels dei baroni Schönborn